# A Quantico epizódjainak listája
Ez a lista a Quantico című amerikai sorozat epizódjait tartalmazza. A sorozat 3. évad után végleg befejeződött 2018. augusztus 3-án. Magyarországon a sorozatot a AXN és a Sony Max sugározta.

## Évados áttekintés
| Évad | Évad | Részek száma | Részek száma | Eredeti sugárzás     | Eredeti sugárzás   | Eredeti adó | Magyar sugárzás     | Magyar sugárzás   | Magyar adó |
| Évad | Évad | Részek száma | Részek száma | Évadbemutató         | Évadzáró           | Eredeti adó | Évadbemutató        | Évadzáró          | Magyar adó |
| ---- | ---- | ------------ | ------------ | -------------------- | ------------------ | ----------- | ------------------- | ----------------- | ---------- |
|      | 1.   | 22           | 22           | 2015. szeptember 27. | 2016. május 15.    | ABC         | 2016. szeptember 6. | 2017. január 20.  | AXN        |
|      | 2.   | 22           | 22           | 2016. szeptember 25. | 2017. május 15.    | ABC         | 2017. szeptember 4. | 2018. január 29.  | AXN        |
|      | 3.   | 13           | 13           | 2018. április 26.    | 2018. augusztus 3. | ABC         | 2018. szeptember 9. | 2018. október 21. | Sony Max   |

## Első évad (2015-16)
| Sor. | Év. | Cím                 | Rendező               | Író                                   | Premier                                  | Nézettség   |
| ---- | --- | ------------------- | --------------------- | ------------------------------------- | ---------------------------------------- | ----------- |
| 1.   | 1.  | Fuss (Run)          | Marc Munden           | Joshua Safran                         | 2015. szeptember 27. 2016. szeptember 6. | 7,14 millió |
| 2.   | 2.  | Amerika (America)   | Stephen Kay           | Joshua Safran                         | 2015. október 4. 2016. szeptember 6.     | 6,98 millió |
| 3.   | 3.  | Fedezék (Cover)     | Jennifer Lynch        | Jordon Nardino                        | 2015. október 11. 2016. szeptember 13.   | 5,75 millió |
| 4.   | 4.  | Gyilkolás (Kill)    | Rachel Morrison       | Cherien Dabis                         | 2015. október 18. 2016. szeptember 13.   | 5,30 millió |
| 5.   | 5.  | Megtalálva (Found)  | David McWhirter       | Jake Coburn & Justin Brenneman        | 2015. október 25. 2016. szeptember 20.   | 5,10 millió |
| 6.   | 6.  | Isten (God)         | Peter Leto            | Beth Schacter                         | 2015. november 1. 2016. szeptember 20.   | 4,05 millió |
| 7.   | 7.  | Indulás (Go)        | Patrick Norris        | Logan Slakter                         | 2015. november 8. 2016. szeptember 27.   | 4,38 millió |
| 8.   | 8.  | Vége (Over)         | James Whitmore, Jr.   | Justin Brennenman & Sharbari Z. Ahmed | 2015. november 15. 2016. szeptember 27.  | 4,20 millió |
| 9.   | 9.  | Bűnös (Guilty)      | Stephen Kay           | Cameron Litvack                       | 2015. november 29. 2016. október 4.      | 4,07 millió |
| 10.  | 10. | Quantico (Quantico) | Paul Edwards          | Jordon Nardino                        | 2015. december 6. 2016. október 11.      | 4,39 millió |
| 11.  | 11. | Odabent (Inside)    | Thor Freudenthal      | Joshua Safran                         | 2015. december 13. 2016. október 18.     | 4,56 millió |
| 12.  | 12. | Alex (Alex)         | Jamie Payne           | Jake Coburn                           | 2016. március 6. 2016. október 25.       | 3,75 millió |
| 13.  | 13. | Világos (Clear)     | Jamie Barber          | Sharbari Z. Ahmed                     | 2016. március 13. 2016. november 1.      | 3,96 millió |
| 14.  | 14. | Válasz (Answer)     | Jennifer Lynch        | Beth Schacter                         | 2016. március 20. 2016. november 8.      | 3,54 millió |
| 15.  | 15. | Sor (Turn)          | David McWhirter       | Cameron Litvack & Logan Slakter       | 2016. március 27. 2016. november 15.     | 3,39 millió |
| 16.  | 16. | Nyom (Clue)         | Steve Robin           | Justin Brenneman                      | 2018. április 3. 2016. november 22.      | 3,68 millió |
| 17.  | 17. | Vigyázz! (Care)     | Felix Enríquez Alcala | Logan Slakter & Braden Marks          | 2018. április 10. 2016. november 29.     | 3,57 millió |
| 18.  | 18. | Hamarosan (Soon)    | P. J. Pesce           | Cherien Dabis                         | 2018. április 17. 2016. december 6.      | 3,66 millió |
| 19.  | 19. | Gyorsan (Fast)      | J. Miller Tobin       | Dan Pulick                            | 2018. április 24. 2016. december 16.     | 3,46 millió |
| 20.  | 20. | Vezess! (Drive)     | Ron Underwood         | Jake Coburn                           | 2016. május 1. 2017. január 6.           | 3,37 millió |
| 21.  | 21. | Lezárás (Right)     | Holly Dale            | Cameron Litvack                       | 2016. május 8. 2017. január 13.          | 3,48 millió |
| 22.  | 22. | Igen (Yes)          | Larry Teng            | Joshua Safran                         | 2016. május 15. 2017. január 20.         | 3,78 millió |

## Második évad (2016-17)
| Sor. | Év. | Cím                                | Rendező            | Író                               | Premier                                  | Nézettség   |
| ---- | --- | ---------------------------------- | ------------------ | --------------------------------- | ---------------------------------------- | ----------- |
| 23.  | 1.  | Kudove – Titkos szolgálat (Kudove) | Patrick Norris     | Joshua Safran & Logan Slakter     | 2016. szeptember 15. 2017. szeptember 4. | 3,64 millió |
| 24.  | 2.  | Rúzs (Lipstick)                    | Patrick Norris     | Cami Delavigne                    | 2016. október 2. 2017. szeptember 11.    | 3,57 millió |
| 25.  | 3.  | Stescalade (Stescalade)            | Jennifer Lynch     | Beth Schacter                     | 2016. október 16. 2017. szeptember 18.   | 3,04 millió |
| 26.  | 4.  | Kubark (Kubark)                    | Steve Robin        | Jordon Nardino                    | 2016. október 23. 2017. szeptember 25.   | 2,79 millió |
| 27.  | 5.  | Kmforget (Kmforget)                | Jennifer Lynch     | Cameron Litvack                   | 2016. október 30. 2017. október 2.       | 2,43 millió |
| 28.  | 6.  | Aquiline (Aquiline)                | Hanelle Culpepper  | Jorge Zamacona                    | 2016. november 6. 2017. október 9.       | 2,20 millió |
| 29.  | 7.  | Lcflutter (Lcflutter)              | Steve Robin        | Gideon Yago                       | 2016. november 13. 2017. október 16.     | 2,75 millió |
| 30.  | 8.  | Odenvy (Odenvy)                    | Reza Tabrizi       | Justin Brenneman                  | 2016. november 27. 2017. október 23.     | 2,29 millió |
| 31.  | 9.  | Cleopatra (Cleopatra)              | Gideon Raff        | Marisha Mukerjee                  | 2017. január 23. 2017. október 30.       | 2,90 millió |
| 32.  | 10. | Jmpalm (Jmpalm)                    | David McWhirter    | Braden Marks                      | 2017. január 30. 2017. november 6.       | 2,76 millió |
| 33.  | 11. | Zrtorch (Zrtorch)                  | Kenneth Fink       | Logan Slakter                     | 2017. február 6. 2017. november 13.      | 2,68 millió |
| 34.  | 12. | Fallenoracle (Fallenoracle)        | Ralph Hemecker     | Jordon Nardino & Justin Brenneman | 2017. február 13. 2017. november 20.     | 2,43 millió |
| 35.  | 13. | Epicshelter (Epicshelter)          | Constantine Makris | Beth Schacter & Marisha Mukerjee  | 2017. február 20. 2017. november 27.     | 2,47 millió |
| 36.  | 14. | Lnwilt (Lnwilt)                    | Norman Buckley     | Joshua Safran & Gideon Yago       | 2017. március 20. 2017. december 4.      | 3,31 millió |
| 37.  | 15. | Mockingbird (Mockingbird)          | Patrick Norris     | Cameron Litvack & Cami Delavigne  | 2017. március 27. 2017. december 11.     | 3,15 millió |
| 38.  | 16. | Mktopaz (Mktopaz)                  | Constantine Makris | Jon Derengowski & Sara Miller     | 2017. április 3. 2017. december 18.      | 2,96 millió |
| 39.  | 17. | Odyoke (Odyoke)                    | Steve Robin        | Jordon Nardino                    | 2017. április 10. 2017. december 25.     | 2,57 millió |
| 40.  | 18. | Kumonk (Kumonk)                    | David McWhirter    | Justin Brenneman                  | 2017. április 17. 2018. január 1.        | 2,76 millió |
| 41.  | 19. | Mhorder (Mhorder)                  | Jennifer Lynch     | Logan Slakter & Gideon Yago       | 2017. április 24. 2018. január 8.        | 2,59 millió |
| 42.  | 20. | GlobalReach (GlobalReach)          | Cherien Dabis      | Beth Schacter                     | 2017. május 1. 2018. január 15.          | 2,65 millió |
| 43.  | 21. | Szivárvány (Rainbow)               | Patrick Norris     | Cameron Litvack                   | 2017. május 8. 2018. január 22.          | 2,54 millió |
| 44.  | 22. | Ellenállás (Resistance)            | Jim McKay          | Joshua Safran                     | 2017. május 15. 2018. január 29.         | 2,72 millió |

## Harmadik évad (2018)
| Sor. | Év. | Cím                                         | Rendező             | Író                              | Premier                               | Nézettség   |
| ---- | --- | ------------------------------------------- | ------------------- | -------------------------------- | ------------------------------------- | ----------- |
| 45.  | 1.  | A lelkiismeret kód (The Conscience Code)    | Russell Lee Fine    | Michael Seitzman                 | 2018. április 26. 2018. szeptember 9. | 2,66 millió |
| 46.  | 2.  | Félelem és hús (Fear and Flesh)             | Alexandra Kalymnios | Dave Kalstein                    | 2018. május 3. 2018. szeptember 9.    | 2,15 millió |
| 47.  | 3.  | A pokol kapuja (Hell’s Gate)                | Constantine Makris  | Tom Mularz                       | 2018. május 10. 2018. szeptember 16.  | 1,97 millió |
| 48.  | 4.  | Kémjátszmák (Spy Games)                     | Kevin Sullivan      | Julia Cohen                      | 2018. május 25. 2018. szeptember 16.  | 2,62 millió |
| 49.  | 5.  | Rómeó vére (The Blood of Romeo)             | David McWhirter     | Adam Armus                       | 2018. június 1. 2018. szeptember 23.  | 2,99 millió |
| 50.  | 6.  | Leszakad az ég (The Heavens Fall)           | Russell Lee Fine    | Michael Brandon Guercio          | 2018. június 15. 2018. szeptember 23. | 2,56 millió |
| 51.  | 7.  | Gyors vonat (Bullet Train)                  | Rob Bowman          | Tom Mularz & Gideon Yago         | 2018. június 22. 2018. szeptember 30. | 2,41 millió |
| 52.  | 8.  | Mély fedésben (Deep Cover)                  | Jim McKay           | Cole Maliska & Joe Webb          | 2018. június 29. 2018. szeptember 30. | 2,71 millió |
| 53.  | 9.  | Féld haragom! (Fear Feargach)               | P. J. Pesce         | Dave Kalstein & Matthew Klam     | 2018. július 6. 2018. október 7.      | 2,76 millió |
| 54.  | 10. | Nincs olyan, hogy otthon (No Place Is Home) | Kenneth Fink        | Gisselle Legere & Julia Cohen    | 2018. július 13. 2018. október 7.     | 2,68 millió |
| 55.  | 11. | A háború művészete (The Art of War)         | Jennifer Phang      | Adam Armus & Tom Mularz          | 2018. július 20. 2018. október 14.    | 2,64 millió |
| 56.  | 12. | Szellemek (Ghosts)                          | Russell Lee Fine    | Julia Cohen & Matthew Klam       | 2018. július 27. 2018. október 14.    | 2,66 millió |
| 57.  | 13. | Ki vagy te? (Who Are You?)                  | Russell Lee Fine    | Dave Kalstein & Michael Seitzman | 2018. augusztus 3. 2018. október 21.  | 2,66 millió |